# Leerproces (onderwijs)
Een leerproces is in het onderwijs de geleidelijke verandering in attitude en gedrag ten gevolge van leren. Een leerproces beschrijft de manier waarop een lerende zich ontwikkelt door leeractiviteiten uit te voeren teneinde bepaalde leerdoelen te halen.

## Onderwijskundig

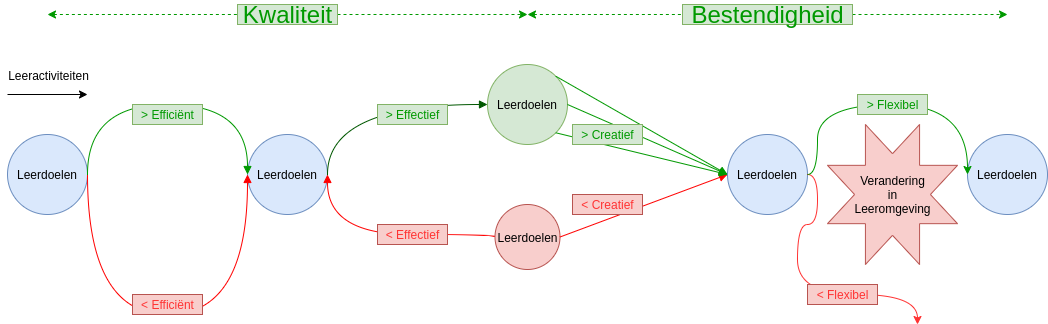
Het succes van een leerproces wordt bepaald door de kwaliteit (nu) en de bestendigheid (toekomst).

Een leerproces is vanuit een onderwijskundig perspectief een van de leerobjecten die samen het complex systeem van leren vormen. Leerprocessen vinden in deze onderwijstechnologische benadering plaats in een bepaalde leeromgeving, waarbij verschillende actoren een rol spelen, met als resultaat bepaalde leerdoelen. Het leerproces kan worden beschouwd als multi-dimensionaal met als dimensies motivatie, inhoud, interactie en tijd.

## Ontwerpen
Een gewenst leerproces kan bewust worden gepland door een leerplan te ontwerpen, en worden bijgestuurd door reflectie. Een gestructureerd leerproces wordt ook wel een leerroute of leerpad genoemd. Het zelf kunnen reguleren en evalueren van het eigen leerproces heeft een positieve invloed op de leerresultaten. Door gegevens over de leerlingen te verzamelen en te analyseren met de computer (learning analytics) kunnen leerprocessen ingericht worden afgestemd op persoonlijke voorkeuren (leerstijl).